# Idee (filosofie)

Een afbeelding van een lamp wordt vaak gebruikt wanneer iemand een idee krijgt.

Een idee (van het Oudgrieks ἰδέα, idéa) is een mentale representatieve afbeelding van een bepaald object. Ideeën kunnen ook abstracte begrippen zijn die geen mentale afbeelding voorstellen.
Veel filosofen beschouwen het krijgen van ideeën als een basis voor ontologie of zijnsleer. Het vermogen om te scheppen en te begrijpen wordt gezien als een essentieel en kenmerkende eigenschap van de mens. In populaire zin ontstaat een idee op een spontane manier, bijvoorbeeld als men praat over een persoon of plek. Een nieuw of origineel idee kan vaak leiden tot innovatie.